# Зуерат
Зуера́т (араб. الزويرات; фр. Zouerate) — місто в Мавританії, адміністративний центр області Тірис-Земмур.

## Географія
Розташоване за 30 км на схід від міста Фдерик, неподалік від кордону з невизнаною державою Сахарською Арабською Демократичною Республікою.

## Економіка та транспорт
Економіка Зуерату та навколишніх міст заснована на видобутку залізної руди. Залізна руда була вперше знайдена в 1952 році в районі гори Іджиль; в 1958 році права на розробку родовища були віддані міжнародному консорціуму Miferma. Експлуатація родовища почалася в 1960 році. У 1974 році підприємство Miferma було націоналізовано мавританським урядом і передано державної компанії SNIM. У наступні десятиліття видобуток залізної руди в регіоні отримав значного розвитку. У 1981 році нове родовище Гуельб було знайдено за 35 км на північ від Зуерату, а в 1990 році — знайдено родовище Мадауат приблизно за 65 км від міста. Видобутком руди в регіоні займаються також компанії Xstrata та ArcelorMittal.
Через місто проходить Мавританська залізниця, яка з'єднує Зуерат з портовим містом Нуадібу (близько 650 км), яке знаходиться на узбережжі Атлантичного океану. Залізна руда вивозиться з Зуерату саме по цій дорозі, потяги при цьому можуть досягати в довжину 3 км. У Зуераті є невеликий аеропорт, який приймає регулярні рейси з Нуакшоту, а також сезонні рейси з Касабланки.

## Населення
За даними на 2013 рік чисельність населення міста становила 59 002 особи. У Зуераті проживає велика кількість іноземних працівників з інших країн Африки.
 Динаміка чисельності населення міста за роками: 
| 1997   | 1998   | 2013   |
| ------ | ------ | ------ |
| 34 660 | 35 802 | 59 002 |

## Війна в Західній Сахарі
ВПС Франції були розміщені в Зуераті в рамках Операції «Ламантин» і брали участь у бомбардуванні повстанців Полісаріо напалмом. 2 французьких громадянина були вбиті та 6 взяті в полон в ході рейду Полісаріо на місто Зуерат.

## Клімат
| Клімат міста            | Клімат міста | Клімат міста | Клімат міста | Клімат міста | Клімат міста | Клімат міста | Клімат міста | Клімат міста | Клімат міста | Клімат міста | Клімат міста | Клімат міста | Клімат міста |
| Показник                | Січ.         | Лют.         | Бер.         | Квіт.        | Трав.        | Черв.        | Лип.         | Серп.        | Вер.         | Жовт.        | Лист.        | Груд.        | Рік          |
| Абсолютний максимум, °C | 34           | 34           | 37           | 40           | 43           | 46           | 47           | 46           | 44           | 41           | 38           | 36           | 47           |
| Середній максимум, °C   | 22           | 25           | 26           | 31           | 33           | 36           | 40           | 40           | 37           | 32           | 27           | 23           | 31           |
| Середній мінімум, °C    | 12           | 15           | 16           | 18           | 20           | 23           | 26           | 27           | 26           | 22           | 18           | 14           | 20           |
| Абсолютний мінімум, °C  | 6            | 8            | 10           | 10           | 12           | 15           | 16           | 18           | 17           | 12           | 10           | 6            | 6            |
| Норма опадів, мм        | 4            | 2            | 2            | 1            | 1            | 2            | 3            | 8            | 21           | 5            | 4            | 3            |              |
| ----------------------- | ------------ | ------------ | ------------ | ------------ | ------------ | ------------ | ------------ | ------------ | ------------ | ------------ | ------------ | ------------ | ------------ |
| Джерело: Weatherbase    |              |              |              |              |              |              |              |              |              |              |              |              |              |